# ظهرين
ظهرين هي إحدى قرى عزلة جيشان بمديرية جيشان التابعة لمحافظة أبين، بلغ تعداد سكانها 118 نسمة حسب تعداد اليمن لعام 2004.